# Thiefing
Thiefing è quell'attività che consiste nel rubare servizi di tipo informatico sfruttando le minime misure di protezione adottate dagli utenti per i propri dispositivi.
Il thiefing più frequente e facile da realizzare è cercare con il proprio PC dotato di scheda wireless le reti senza fili disponibili nello spazio circostante (wardriving). Nel caso in cui venga individuata una rete wireless non protetta da password è possibile utilizzare la connessione a Internet altrui a partire dal dispositivo violato. Se la rete è protetta sarà necessario anche il cracking della password
Un caso eclatante è stato quello di un imprenditore statunitense (Edwin Pena) e del suo giovane "aiutante" (Robert Moore). I due, ottenuto l'accesso all'hardware preposto alla gestione dei servizi voce Voice over IP di numerose aziende del settore delle comunicazioni, hanno rivenduto più di un milione di minuti di servizio ad altre compagnie a prezzi stracciati.
Il thiefing è un concetto generale. Altri tipi di attività come ad esempio il wardriving, il cracking, lo spoofing, messi insieme possono realizzare lo scopo del thiefing.
Il termine deriva dall'inglese "thief" che significa "ladro". Poiché l'azione di chi mette in pratica il thiefing prevede l'utilizzo dei dati della vittima per accedere ai servizi informatici altrui, si tratterebbe di un ladrocinio, di una ruberia, quindi di "thiefing".